# 버넘 이중성 목록
버넘 이중성 목록(영어: Burnham Double Star Catalogue, BDS)은 미국의 천문학자인 셔번 웨슬리 버넘이 이중성에 대해 연구한 자료들을 수집한 목록들을 가르키는 단어이다.

## 설명
버넘 이중성 목록은 북극점에서 121° 이내에 있는 이중성들에 대하여 다루는 목록이다. 그것은 1906년에 워싱턴 카네기 연구소에 의해 북극점 121° 이내의 이중성 목록이라는 제목으로 두 부분으로 나누어 출판되었다. 첫 번째 부분은 1906년 이전에 발견된 거의 모든 쌍별로 구성된 13,665 쌍의 쌍별에 대한 좌표, 지정 및 등급을 제공한다. 두 번째 부분에는 각 쌍에 대한 측정, 참고 및 출판물에 대한 참고 자료가 포함되어 있다. 그것의 출판은 두 배의 별 관측에 자극이 되었다. BDS는 셔번 웨슬리 버넘(Sherburn Wesley Burnham)이 1870년부터 1906년까지 36년의 기간동안 산발적으로 작성했다. 그는 처음에 스미스소니언 협회에 제출했지만 거절당했다. 1874년에 그것은 미국 해군 천문대에서 인쇄될 예정이었지만 활자 설정이 중간에 중단되었고 활자는 파괴되었다. 이후 1886년에 스미스소니언은 마음을 바꿔서 출판하겠다고 제안했지만 버넘은 낙담했고 그 제안을 받아들이지 않았다. 버넘은 1888년부터 4년간 릭 천문대에서 일했다. 1892년에 떠난 후에 그는 그의 카탈로그의 원고를 5년동안 수정했고 카네기 연구소는 9년 후에 그것을 출판했다. 버넘이 여키스 천문대에서 은퇴할 때까지 그는 자신의 카탈로그를 수정하기 위한 자료를 축적했다. 이것은 결국 1932년에 에이트켄 이중성 목록(ADS)의 일부가 되었고 BDS의 후신이 되었다.

## 같이 보기
- 워싱턴 이중성 카탈로그
- 시각적 이중성의 색인 목록
- 에이트켄 이중성 목록
- 이중성